# Faunapark
Faunapark o. p. s. patří k nejmenším zooparkům v Česku. Nachází se v obci Lipová-lázně, vesnici v okrese Jeseník, necelých 10 km západně od centra okresního města Jeseník.

## Expozice
Expozice ve Faunaparku byla zpřístupněna veřejnosti v roce 2012.
Ke spatření je mj. několik druhů velkých papoušků (ara zelenokřídlý, ara ararauna, amazoňan modročelý, žako), leguán zelený, makak rhesus, klokan benettův, mýval severní či puma americká.

## Vystavované druhy
(neúplný seznam, stav: srpen 2014)
- alexandr velký
- amazoňan modročelý
- ara ararauna
- ara zelenokřídlý
- emu hnědý
- jeseter
- kakadu bílý
- kapr koi
- klokan Benettův
- korela chocholatá
- kosman bělovousý
- kozy a ovce
- krkavec velký
- labuť černá
- leguán zelený
- makak rhesus
- mýval severní
- papoušek konžský
- papoušek senegalský
- pižmovka velká (kačena čínská)
- puma americká
- srnec obecný
- tygr ussurijský, od r. 2016[3]

## Akce
Faunapark organizuje řadu akcí proveřejnost, jako např. křtění přírůstků, jarmarky, oslavy Dne zvířat nebo drakiády.

## Fotogalerie

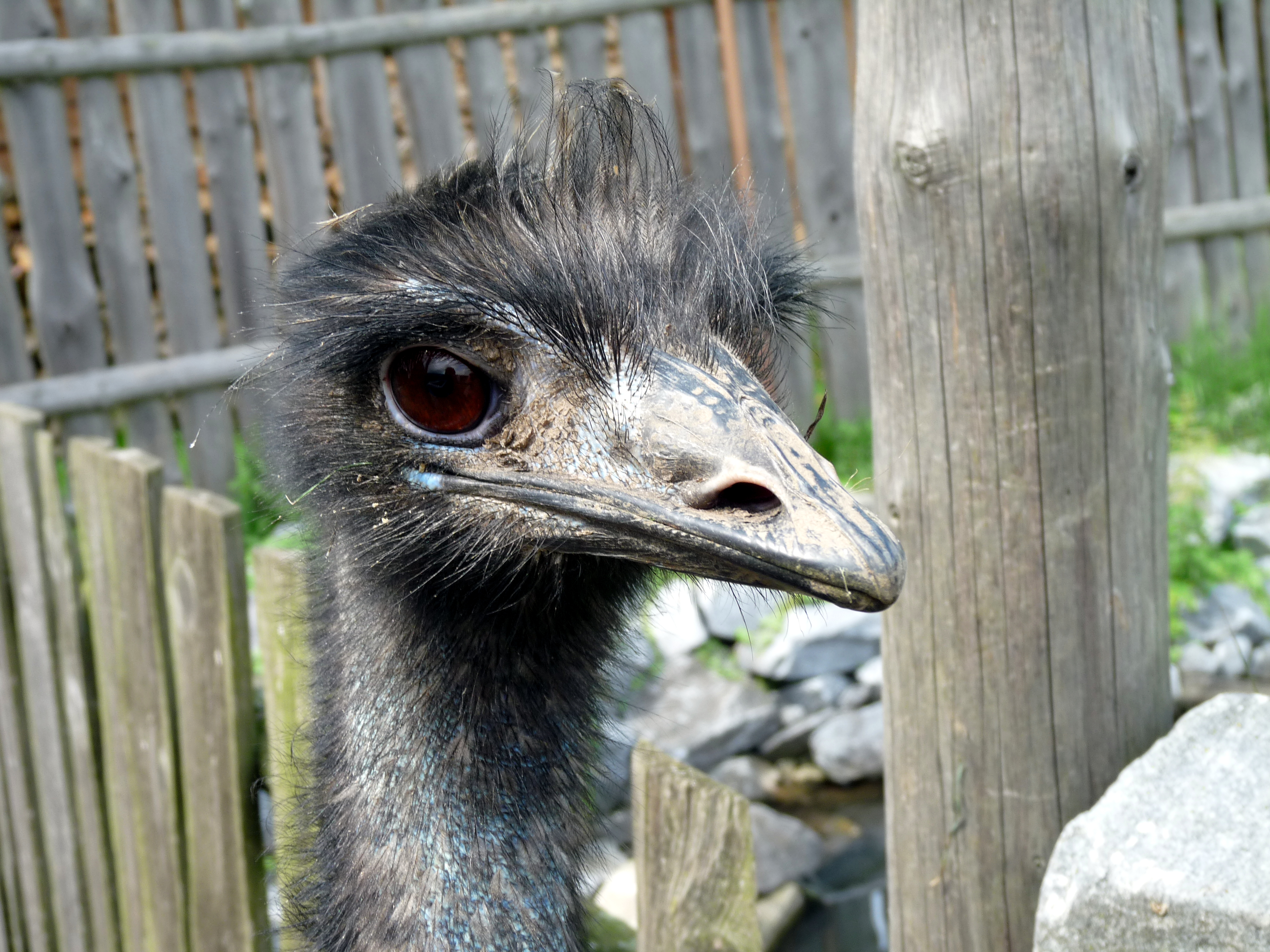
Emu
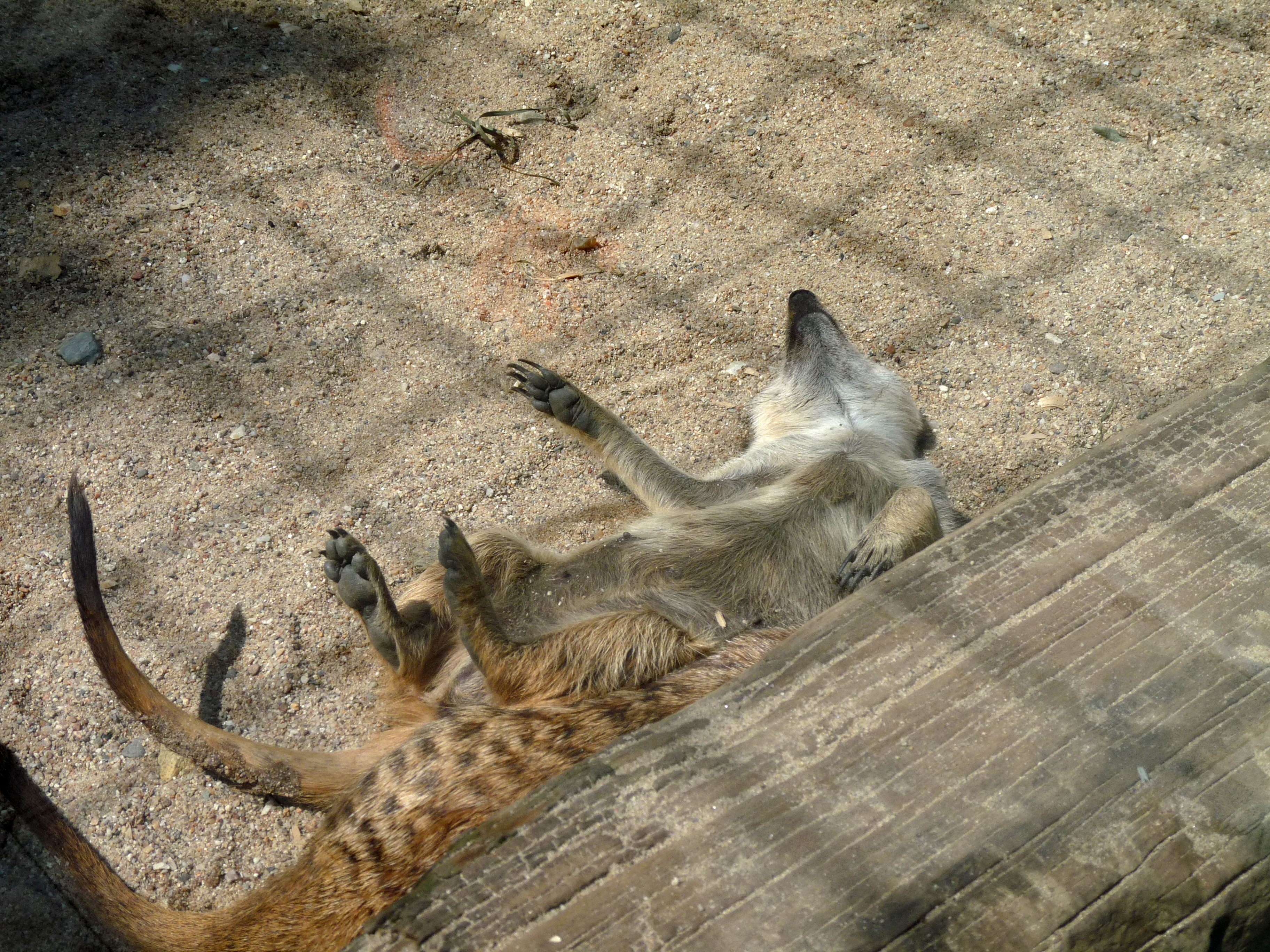
Surikata